# Quartier de l'Europe
Quartier de l'Europe är Paris 32:e administrativa distrikt, beläget i åttonde arrondissementet. Distriktet är uppkallat efter Place de l'Europe, sedan år 2018 benämnd Place de l'Europe–Simone Veil.
Åttonde arrondissementet består även av distrikten Champs-Élysées, Faubourg-du-Roule och Madeleine.

## Sevärdheter
- Saint-André-de-l'Europe
- Saint-Augustin
- Place de l'Europe–Simone Veil, tidigare Place de l'Europe
- Parc Monceau
- Square Marcel-Pagnol
- Paris Saint-Lazare

## Bilder
| - De fyra administrativa distrikten i Paris åttonde arrondissement. - Saint-André-de-l'Europe. - Saint-Augustin. - La Rotonde i Parc Monceau. |

| - Le Pont de l'Europe, målning av Gustave Caillebotte från 1876. - Rue de Paris, temps de pluie, målning av Gustave Caillebotte från 1877. |

## Kommunikationer
- Tunnelbana – linjerna  – Europe